# Bureau haïtien du droit d'auteur
 (septembre 2020).
Le Bureau Haïtien du Droit d’Auteur (BHDA) est un organisme autonome placé sous tutelle du ministère de la culture. Il a été créé le 12 octobre 2005 par arrêté présidentiel, a été rendu opérationnel le 03 janvier 2007 et présenté officiellement au grand public le 23 avril 2007 en vue de promouvoir la création artistique, littéraire, culturelle, et la protection de la propriété intellectuelle à travers le droit d'auteur. 
Émmelie Prophète est, depuis décembre 2012, la directrice générale du BHDA.

## Mission
Sa mission est de défendre, d’encadrer et de réguler  les intérêts des musiciens en Haïti. Il permet à un auteur d’avoir un revenu provenant de l’exploitation de ses œuvres. Ce qui pourrait l’encourager à produire. Son rôle aussi  est "d'assurer la défense des intérêts matériels et moraux des auteurs et interprètes de créations intellectuelles ; de garantir la protection et l'exploitation des droits des créateurs d'œuvres de l'esprit ; de travailler au regroupement d'auteurs haïtiens ; d'œuvrer pour la professionnalisation des divers secteurs de la création artistique ; de porter les personnes physiques et morales qui utilisent les œuvres des auteurs à travailler à la promotion, à la protection et au respect des droits d'auteurs et des droits voisins". L'article 40 du décret du 12 octobre 2005 dispose que le créateur doit se faire enregistrer au BHDA avant de la publier. De plus, la durée de protection de l'œuvre est de soixante ans. Cette période une fois passée, l'œuvre tombe dans le domaine public et son utilisation se fera sans rémunération et autorisation.

## Structure
Le BHDA, suivant le décret de mars 2006 portant sa création, agit à partir d'une structure hiérarchique organisée comme suit :
- Conseil d'Administration
- Direction générale
- Directions techniques

### Enregistrement de l'Œuvre
Ce service est réalisé par la section « Documentation » au sein de la Direction de la Documentation Générale et de la Répartition. D’abord, il y a un registre général, totalement gratuit, qui capte les informations sur l’auteur dès qu’il le veuille, c’est-a-dire, celui ou celle qui se lance dans la création et peut le prouver (par une production constatée), demande à être inscrit en tant que tel au grand registre des créateurs du BHDA. et 2. Ensuite, l’auteur remplit les conditions pour devenir membre à part entière du BHDA (membre attitré), avec les droits et les devoirs pour jouir de tous les privilèges et prérogatives y afférents. L’enregistrement des œuvres, une œuvre nouvellement créée devrait être enregistrée auprès du Bureau avant sa communication au public (article 40 du décret créant le BHDA).

## Historicité
Le Décret sur la création du Bureau Haïtien du Droit Auteur a été publié dans le Journal officiel de la République "Le Moniteur" le 2 mars 2006.   
Puisque les artistes doivent vivent de leurs œuvres di-t-on en 2012 le Directeur Emmanuel Derrivois, le BHDA doit passer à l'action. En 2013 Le BHDA  lance une campagne publicitaire sur les droits d'auteur. Cette campagne faisait partie de la nouvelle stratégie du BHDA et devrait durer six ans.  Son objectif est d'informer sur la propriété intellectuelle - ses deux aspects qui sont le droit d'auteur et la propriété industrielle. Les 19 et 20 mars 2013, un atelier autour du thème « La propriété intellectuelle comme outil de développement » a été organisé par le Ministère du Commerce, le Bureau Haïtien du Droit d'Auteur et l'Organisation Mondiale de la Propriété Intellectuelle. En février 2018, pour la sixième année consécutive, le Bureau Haïtien du Droit d’Auteur (BHDA) lance son programme d’octroi des bourses de 100, 000 gourdes à des étudiants finissants en droit qui rédigent leur mémoire de sortie sur le droit d’auteur. 

### Les protocoles d'accord

#### Protocole d'accord avec le Groupe LEXAR S.A
Le 27 juin 2018, le BHDA lance un appel à manifestation d'intérêt en en vue d’établir un partenariat public/privé et octroyer l'autorisation de fonctionnement à une agence de gestion collective, dont la mission est à assurer la surveillance, la perception et la répartition des droits d'auteurs relatifs aux œuvres originales de ses membres qui sont utilisées par les émetteurs dans les réseaux ou endroits suivants : les émissions radiophoniques, les émissions télévisées, les réseaux numériques tels : internet et téléphones mobiles, dans les endroits publics. Ce protocole d’accord a été signé avec le Groupe LEXAR S.A, le 6 novembre 2018 au Musée du Panthéon National Haïtien (MUPANAH), en présence de Jean Michel Lapin, le Ministre de la Culture et Emelie Prophète Directrice Générale du Bureau Haïtien du Droit d’Auteur (BHDA), ainsi que des acteurs du secteur de la musique, d’artistes et d’officiels du Gouvernement.

#### Protocole d'accord avec Diskòb
Le jeudi 22 août 2019, le Bureau haïtien des droits d'auteur (BHDA a signé  un protocole d'accord avec la plateforme de streaming musical Diskòb. Cet accord a pour objectif  de permettre aux artistes haïtiens dont les œuvres sont ou seront disponibles sur la plateforme, de recevoir une commission sur l'ensemble de leur production. Les artistes dont les œuvres seront sur la plateforme peuvent passer enregistrer leurs chansons au BHDA et la plateforme devra au BHDA une somme de 50 centimes par écoute, après les trois mois de rodage accordés aux tenants de l'application.

## Sources et références
1. ↑  Elizé PIERRE, « Droit d'auteur en Haïti : Utopie ou réalité ? », Le Nouvelliste,‎ 24 avril 2013
2. ↑  « Emmelie Prophète prend les rênes du BHDA », sur Le Nouvelliste (consulté le 10 octobre 2020)
3. ↑  « BHDA : lancement de la 5e semaine de la propriété intellectuelle »
4. ↑  « [FR] Droit d'auteur à Haïti : les bases à savoir - par Michelle Archille », sur www.oape-africa.org (consulté le 13 octobre 2020)
5. ↑  « Décret portant création d'un organisme mixte, autonomne, spécialisé » (consulté le 12 septembre 2020)
6. ↑  « Bureau Haïtien du Droit d'Auteur (BHDA), 19, Rue Jeanty, Bois Patate, Port-au-Prince (2020) », sur www.findglocal.com (consulté le 13 octobre 2020)
7. ↑  http://www.sgcm.gouv.ht/wp-content/uploads/2017/03/DECRET-CREANT-LE-BHDA.pdf
8. ↑  « Droits d'auteur : Le piratage, un cancer en Haïti », sur Haiti Infos, 18 octobre 2012 (consulté le 13 octobre 2020)
9. ↑  (en) « Emmelie Prophète - Quid du Bureau haïtien du droit d'auteur », sur Le Nouvelliste (consulté le 13 octobre 2020)
10. ↑  Jean Gesner Dorval, « APPEL A CANDIDATURES : Bourses du Bureau Haïtien du Droit d’Auteur | AYITI MIZIK » (consulté le 13 octobre 2020)
11. ↑  « Haïti - Culture : Une agence privée de surveillance, de collecte et de répartition des droits d'auteurs - HaitiLibre.com : Toutes les nouvelles d’Haiti 7/7 », sur HaitiLibre.com (consulté le 13 octobre 2020)
12. ↑  (en) « Diskòb signe un protocole d'accord avec le BHDA », sur www.loophaiti.com (consulté le 13 octobre 2020)